# Steinacleit

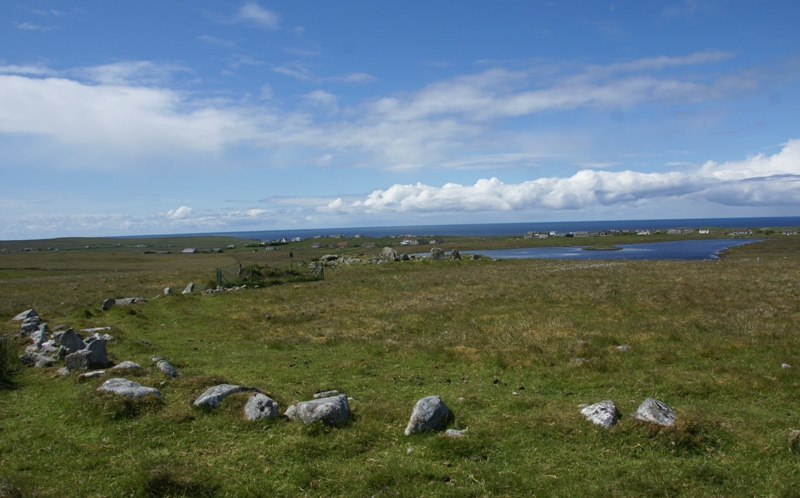
Om de cairn ligt een ovale grote steencirkel. Op de achtergrond is het meertje Loch an Dùin te zien.

Steinacleit, ook wel Stein-A-Cleit genoemd, is een prehistorisch landschap uit het neolithicum of vroege bronstijd, gelegen in Lower Shader op Lewis in de Schotse Buiten-Hebriden.

## Locatie
Steinacleit bevindt zich nabij Shader, ongeveer 500 meter ten zuidoosten van de A857, op een heuvel boven een klein meer, waarin een eiland met de resten van dun Loch an Dùin ligt.

## Beschrijving
Steinacleit wordt onderverdeeld in twee delen. Ten eerste is er een gekamerde tombe (cairn), alhoewel een andere theorie beweert dat het hier om een substanteel gebouw of een omheining uit het neolithicum gaat. Ten tweede is er om het eerste deel heen een grote, ovale steencirkel; deze steencirkel wordt soms ook geïnterpreteerd als een ovaalvormig gebouw, wellicht een boerderij.
Rond 1920 werd een laag turf van 0,9 tot 1,2 meter verwijderd van de toen reeds zichtbare Steinacleit Cairn and Stone Circle.
Op 9 mei 1994 werd Steinacleit opgenomen in de monumentenlijst als homestead and field system (boerderij en veldsysteem). Een topografisch onderzoek in 2003 gaf geen duidelijkheid over de originele functie van de stenen constructies; wel werd geconcludeerd dat het hier duidelijk ging om twee fasen van bebouwing. Het centrale eerste deel was hierbij het oudste.
Volgens een overlevering zou op deze plaats een prehistorische veldslag hebben plaatsgevonden.

### Cairn
De tombe (cairn) bestaat uit rechtopstaande stenen, kerbs genaamd, en kleinere stenen, die samen een cirkel vormen met een diameter van vijftien meter. De cairn wordt gedateerd tussen 3000 en 500 v.Chr. Er zijn minstens elf kerbs.
Deze regio zal in de prehistorische tijd vermoedelijk een significante betekenis hebben gehad, aangezien de staande steen Clach an Truiseil er iets ten westen van staat, de broch Loch an Dùna in de nabijheid ligt en 165 meter naar het noorden de staande steen Clach Stei Lin staat.

### Steencirkel
De cairn bevindt zich in het zuidwesten van de ovale steencirkel. Deze steencirkel heeft op zijn meest brede plek een diameter van 82 meter. Het midden van de cairn ligt ongeveer vijftien meter van de dichtstbijzijnde stenen van de steencirkel af.